# معالج الأسنان
معالج الأسنان هو عضو في فريق طب الأسنان، يقدم الرعاية السنيّة الوقائية والترميمية للأطفال والكبار. يختلف دور الاختصاصي ويعتمد على تعليمه، بالإضافة إلى أنظمة معالجة الأسنان المختلفة والمبادئ التوجيهية لكل بلد.

## التاريخ
اقترح الدكتور نورمان كوكس في عام 1913، عندما كان رئيس جمعية نيوزيلندا لطب الأسنان، نظامًا للعيادات المدرسية تديره الدولة ويعمل به «اختصاصيو الصحة الفموية» لتلبية احتياجات طب الأسنان للأطفال الذين تتراوح أعمارهم بين 6 و14 عامًا. اعتُبر الاقتراح في ذلك الوقت غير معقول، ولكن في عام 1920، وفي اجتماع خاص لجمعية طب الأسنان في نيوزيلندا، صوت 16 عضوًا لتوظيف ممرضات الأسنان في المدارس مقابل 7 أصوات معارضة للاقتراح. كان هذا التغيير الكبير في التصويت بسبب رفض القوات النيوزيلندية خلال الحرب العالمية الأولى، فقد كان المجندون يُرفضون بسبب تفشي أمراض الأسنان الكثيرة.
وكانت ممرضات الأسنان يعملن في المدارس ويقدمن خدمات التشخيص وترميم الأسنان للأطفال، «في ظل مجموعة منظمة من الأساليب والإجراءات التي تجنبهن صعوبة اتخاذ القرارات الطبية». خلال الحرب العالمية الأولى، وظفت بريطانيا العظمى «مضمدي الأسنان» لإجراء الفحوصات والعلاج للأطفال في أجزاء من المملكة. أُلغي دورهم بموجب قانون أطباء الأسنان لعام 1921 بسبب تجاوزهم قوانين مهنة طبيب الأسنان. أُعيدوا إلى الخدمة لاحقًا، بفضل مشروع نيوزيلندا، لإعطاء دور لمعالجي الأسنان عند وجود «حاجة ملحة لرعاية أسنان الأطفال» في الستينيات من القرن العشرين، وقدموا خدمات مماثلة ولكن تحت إشراف أطباء الأسنان الذين أجروا الفحص واختيار خطة الرعاية.
كان لنجاح برنامج نيوزيلندا أهمية كبيرة، فقد لجأت العديد من البلدان التي تواجه احتياجات مماثلة، إلى تطبيق برامج مماثلة لتلك التي أطلقت في نيوزيلندا منذ البداية. أصبحت خدمات طب الأسنان في المدارس المتبوعة بتدريبات مماثلة مشهورة في بلدان مثل كندا وجنوب إفريقيا وهولندا (مؤقتًا) وفيجي وهونغ كونغ وماليزيا والفلبين، إذ وظف 28 بلد حول العالم في عام 2000 معالجي الأسنان. واعتُرف بهم في مجال طب الأسنان الحديث في جميع البلدان المذكورة سابقًا بالإضافة إلى كثرة الطلب على توظيفهم بسبب الحاجة الكبيرة لمُختصي الأسنان في المناطق النائية والتي تعاني من نقص في الخدمات.

## التدريب

### أستراليا
لم يعد بإمكان معالجو الأسنان التدرب في أستراليا، لكن يُدرب بدلًا منهم معالجو الصحة الفموية. يُدرب معالجو الصحة الفموية ليصبحوا معالجو أسنان واختصاصيين في مجال صحة الأسنان، مع التركيز على تعزيز الصحة والوقاية من الأمراض.
يُدرب معالجو الصحة الفموية في الجامعة، وبالتالي فإن إكمال الدراسة الثانوية بنتيجة عالية هو أمر إلزامي، بما في ذلك إكمال بعض المواد المطلوبة مسبقًا التي تختلف بين الولايات/الأقاليم وبين الجامعات التي تقدم الدورات نفسها. يمكن العثور على هذه المعلومات في الرابط التالي:
https://web.archive.org/web/20140126105917/http://jobguide.thegoodguides.com.au/occupation/Oral-Health-Therapist
يختلف التدريب بناءً على ما يُقدم من برامج في كل جامعة، لكن القاعدة الذهبية والمشتركة هي أنه بمجرد التخرج، لا يمكن لاختصاصي الصحة الفموية العمل بعيدًا عمّا دُرب عليه رسميًا.
يُدرب أخصائيو صحة الفم على:
- تعليم وتحفيز الأطفال والمجتمع على العناية بالفم والأسنان.
- فحص الأسنان طبيًا.
- تنظيف الأسنان.
- ترميم الأسنان.
- التخدير الموضعي.
- قلع الأسنان اللبنية.
- أخذ الصور الشعاعية (الأشعة السينية).
- العلاجات الوقائية - ختام الشق واستعمال الفلوريد وتعليمات نظافة الفم.
- أخذ قياسات الفم.
- إحالة المشاكل المعقدة إلى أطباء الأسنان.
- تثقيف المطاعم المدرسية حول الأطعمة الصحية.
- الاتصال مع غيرهم من المتخصصين في الرعاية الصحية.

يستخدم اختصاصيو علاج الأسنان عددًا من الأدوات والتقنيات المختلفة لإكمال مهام عملهم، مثل معدات الأشعة السينية والأدوات التي تعمل يدويًا مثل المثاقب وأدوات الحفر واستخدام أجهزة الكمبيوتر والطابعات لتسجيل البيانات وتخزينها.
يبلغ متوسط مرتب مُعالجي الأسنان في أستراليا 115,000 دولار في الأسبوع بدوام كامل وقبل الضريبة. تتمثل فائدة العمل في هذه المهنة في أن اختصاصيّ علاج الأسنان يعملون ساعات عادية مثل من 8 صباحًا إلى 5 مساءً، من الاثنين إلى الجمعة.